# Between the Sky and Sea
Between the Sky and Sea (яп. ソラとウミのアイダ Сора то уми но аида) — японская медиа-франшиза, созданная ForwardWorks совместно с Одзи Хирои, зачисленным в качестве оригинального создателя.

## Сюжет
История рассказывает о шести девушках, трудящихся в космосе. Их заданием значится «космическая рыбалка», однако на «крючок» может попасть даже нечисть.

## Персонажи
Хару Сорамати (яп. 空町 春 Сорамати Хару) — очень жизнерадостная, смелая девушка.
Сэйю: Карин Такахаси
Намино Мураками (яп. 村上 波乃 Мураками Намино) — дальняя родственница пиратов, чем невыносимо гордится.
Сэйю: Рика Татибана
Руби Адзуми (яп. ルビー・安曇 Руби: Адзуми) — очень капризная и индивидуальная девушка.
Сэйю: Хонока Иноуэ
Майко Сакура (яп. 櫻 舞湖 Сакура Майко) — очень умная и решительная девушка.
Сэйю: Момоко Судзуки
Макико Маки (яп. 薪 真紀子 Маки Макико) — шеф девушек и чиновница из Министерства рыболовства.
Сэйю: Маори Комэно
Макото Кицуруги (яп. 美剣 真 Кицуруги Макото) — 16-летняя девушка, напоминающая по характеру парня. Причина такого характера заключается в том, что её растили среди мужиков.
Сэйю: Ай Косака

## Медиа

### Игра
Игра была выпущена для Android и iOS 28 сентября 2017 года. Версия Microsoft Windows от DMM будет выпущена во втором квартале 2018 года.

### Аниме
Премьера сериала от TMS Entertainment запланирована на октябрь 2018 года. Режиссер Ацуси Нигорикава, художник по персонажам Сёхей Ямамото, сценарист Такаси Ямада.

## Примечание
1. 1 2 3 4 5 6 7  Pineda, Rafael Antonio. Sora to Umi no Aida Anime's Staff, Cast, October Premiere Revealed. Anime News Network (26 марта 2018). Дата обращения: 26 марта 2018. Архивировано 13 июля 2018 года.
2. ↑  Sora to Umi no Aida for smartphones launches September 28 in Japan. Gematsu (25 сентября 2017). Дата обращения: 31 декабря 2017. Архивировано 4 июня 2018 года.
3. ↑  ForwardWorks' Sora to Umi no Aida Smartphone Game Gets Anime in 2018. Anime News Network (25 июля 2017). Дата обращения: 31 декабря 2017. Архивировано 15 июля 2018 года.